# Laura Loomer
Laura Elizabeth Loomer (nacida el 21 de mayo de 1993) es una activista política estadounidense de extrema derecha, teórica de la conspiración y una personalidad de Internet. Fue la candidata republicana para representar al 21.º distrito congresional de Florida, en las elecciones de la Cámara de Representantes de los Estados Unidos de 2020, perdiendo ante la candidata demócrata Lois Frankel.

## Educación
Loomer y sus dos hermanos se criaron en Arizona. Asistió al colegio Mount Holyoke, en South Hadley, Massachusetts, y se fue después de un semestre,dijo que se sentía atacada por ser conservadora. Se inscribió en la Universidad Barry, en Miami Shores, Florida, y se graduó en 2015 con una licenciatura en periodismo televisivo. La religión de Laura Loomer es el judaísmo Sionista.

## Trabajo

### Proyecto Veritas
Loomer ha trabajado como activista y periodista para varias organizaciones, incluido el proyecto Veritas, un grupo de derechas conocido por producir investigaciones encubiertas de audio y video grabadas en secreto y de organizaciones de medios y grupos de izquierda.

### Rebel News
Loomer informó brevemente en el sitio web de noticias de extrema derecha canadiense Rebel News en 2017.

### InfoWars
Loomer ha informado sobre teorías conspirativas estadounidenses de extrema derecha en el sitio web InfoWars, cuyo propietario es el periodista y presentador Alex Jones.

## Actividades

### 2015-2017
En marzo de 2015, Loomer usó una cámara de video oculta para grabar sus conversaciones con funcionarios de la Universidad Barry, discutiendo la idea de iniciar un club llamado "Estudiantes comprensivos en apoyo del Estado Islámico de Irak y Siria". Al parecer, la escuela sólo pidió que se cambiara el nombre del club a "Estudiantes en apoyo de Oriente Medio". O'Keefe, del proyecto Veritas, publicó el video del encuentro, alegando que capturó a un funcionario universitario sin inmutarse por la idea de una organización en el campus para apoyar al ISIS. Poco después, la universidad suspendió a Loomer por violar el código de conducta estudiantil y un profesor que se muestra en el video presentó cargos penales contra ella por grabarlo sin su conocimiento. En ese momento, Loomer era una estudiante con honores en su último año y la presidenta del club de jóvenes republicanos de la Universidad Barry.
Según un funcionario de campaña de Hillary Clinton, en julio de 2015 Loomer y otras dos mujeres que se hicieron pasar por partidarios de Clinton intentaron atrapar a los trabajadores de la campaña para que aceptaran donaciones ilegales en efectivo. El funcionario dijo que la campaña había cumplido con la ley.
Hasta 2017, Loomer trabajó para el proyecto Veritas, una organización de derecha conocida por producir investigaciones encubiertas de audio y video grabadas en secreto y sobre organizaciones de medios y grupos de izquierda. Loomer Informó para el sitio web canadiense de derechas Rebel News durante el verano de 2017 y renunció en septiembre.
Loomer también ha informado ocasionalmente sobre las teorías conspirativas de la extrema derecha estadounidense en el sitio web de noticias InfoWars.
El 8 de noviembre de 2016, el día de las elecciones presidenciales de Estados Unidos, Loomer fue a un colegio electoral vestida con un burka y pidió una boleta con el nombre de Huma Abedin.
El 10 de junio de 2017, pronunció un discurso ante una multitud de manifestantes anti-sharía en la ciudad de Nueva York y condenó a los liberales que apoyan la ley islámica. Puso un burka en la estatua de la chica sin miedo, en Bowling Green, en Lower Manhattan.

### 2019
El 14 de enero de 2019, Loomer convenció a varios hombres que conoció en un establecimiento de The Home Depot, quienes, según ella, eran indocumentados, para que saltaran la cerca con ella en la casa de Nancy Pelosi en Napa, California. El grupo instaló una carpa en el césped de Pelosi, para protestar contra la inmigración, pero no fueron arrestados por la policía. Unos días después, Loomer intentó interrumpir a un orador en la Marcha de Mujeres de 2019 en Washington D. C., y apareció en el escenario para llamar nazis a los organizadores de dicha marcha. Cuando fue escoltada por los miembros de la seguridad, gritó: 

"¿Qué pasa con los judíos?" 

El 30 de enero de 2019, Loomer y otros, saltaron el muro que rodeaba la mansión del gobernador de California en Sacramento. Llevaban sarapes y sombreros mexicanos, uno de ellos con un gran bigote falso, y dijeron que protestaban por la postura del gobernador Gavin Newsom sobre la inmigración. Fueron arrestados, citados y liberados a las pocas horas. Más tarde ese día, el grupo provocó un enfrentamiento cerca de un restaurante de comida mexicana, ubicado en Sacramento, California, transmitiendo en vivo el evento.

### 2020–2021
Loomer perdió las elecciones de la Cámara de Representantes de los Estados Unidos de 2020 ante la actual candidata demócrata Lois Frankel, en el distrito 21 del Congreso de Florida. El distrito era fuertemente demócrata y la candidatura de Loomer se consideró una posibilidad remota. Frankel había representado al distrito desde 2012. Loomer derrotó a cinco oponentes para ganar las primarias republicanas en agosto de 2020, recibiendo 14.500 votos de los 34.000 emitidos (43%). El presidente Donald Trump expresó su apoyo a Loomer y tuiteó después de su victoria en las primarias: 

"Muy bien, Laura. ¡Tienes una gran oportunidad contra una marioneta de Pelosi!" 

También recibió el respaldo del representante de Florida Matt Gaetz y del exasesor de Trump Roger Stone. Más tarde, la Casa Blanca restó importancia al apoyo de Trump a Loomer y a la candidata al Congreso Marjorie Taylor Greene, diciendo: 

"El presidente felicita habitualmente a las personas que obtienen oficialmente la nominación republicana para el Congreso, el presidente no ha profundizado en las declaraciones hechas por estas dos mujeres en particular".

Después de su victoria en las primarias, Twitter y Facebook reiteraron que no levantarían su prohibición.
En septiembre de 2021, Loomer anunció su candidatura para el distrito 11 en 2022, después de declarar inicialmente su intención de postularse nuevamente en el distrito 21.

## Prohibiciones en aplicaciones y plataformas en línea
Loomer ganó notoriedad como resultado de la prohibición de numerosas plataformas de redes sociales, procesadores de pagos, vehículos de transporte con conductor (VTC) y aplicaciones móviles de entrega de comida rápida a domicilio, por varias razones, incluida la violación de las políticas sobre el discurso de odio y la desinformación. También ha sido prohibida y retirada de eventos, y se le revocaron las credenciales de prensa por hostigamiento y disturbios.
Loomer ha sido prohibida en numerosas plataformas, redes sociales, procesadores de pagos, aplicaciones de vehículos de transporte con conductor (VTC), y aplicaciones móviles de entrega de alimentos a domicilio, por varias razones, incluida la violación de las políticas sobre la incitación al odio, y la difusión de información errónea. También ha sido vetada y retirada de eventos, y se le revocaron las credenciales de prensa por acoso y por causar disturbios.

### Medium
La plataforma de blogs Medium prohibió a Loomer en febrero de 2017, luego de expandir las políticas de su plataforma para prohibir la desinformación y expandir sus políticas contra el discurso de odio.

### Uber y Lift
Loomer fue prohibida tanto en Uber como en Lyft, en noviembre de 2017, después de una tormenta de tuits antiislámicos, de un día de duración, que incluía tuits sobre la posibilidad de encontrar un taxista o un conductor de Uber o Lyft no musulmán.

### Twitter
Twitter suspendió la cuenta de Loomer en 2018 por violar sus políticas contra la conducta de odio. Después de la prohibición, Loomer se esposó a la sede de Twitter en Nueva York durante dos horas antes de que la Policía de Nueva York (NYPD) le cortara las esposas a petición suya.

### Paypal, GoFundMe y Venmo
En febrero de 2019, Loomer fue prohibida en PayPal, GoFundMe y Venmo. Loomer dijo en respuesta que los terroristas de izquierda y los tiranos tecnológicos estaban tratando de callarla, y que ella no se detendría ante nada para asegurarse de que se hiciera justicia por la forma en la que Silicon Valley la había privado de sus derechos, acusándola de ser supremacista blanca, neonazi, antimusulmana, racista, fanática, y difamándola.

### Facebook, Instagram y Clubhouse
Loomer fue uno de varios activistas de extrema derecha prohibidos por Facebook e Instagram en 2019, por usar las plataformas para difundir información errónea y extremismo. En mayo de 2021, Loomer dijo que se le prohibió la entrada a la aplicación de redes sociales Clubhouse horas después de unirse a ella.

## Incidentes en eventos
Loomer utilizó sus credenciales de prensa para asistir al juicio, celebrado en marzo de 2018, de Noor Salman, la esposa del autor del tiroteo en la discoteca Pulse, situada en Orlando, Florida, en junio de 2016. Sus credenciales de prensa fueron revocadas después de que ella acosó a la familia de Salman; regresó al juicio al día siguiente, y fue destituida por un aguacil de los Estados Unidos. En abril de 2018, Loomer interrumpió un evento que promocionaba el libro de James Comey: A Higher Loyalty, antes de ser retirada del edificio por la seguridad del evento. En septiembre de 2018, Loomer interrumpió brevemente una audiencia del Comité de Energía y Comercio de la Cámara de Representantes. Gritando desde la galería de visitantes, acusó al director ejecutivo de Twitter, Jack Dorsey, que estaba testificando ante el comité, de censurar a los conservadores en la plataforma, y de intentar influir en las elecciones a favor de los demócratas. El representante Billy Long, que era subastador antes de unirse al Congreso, ahogó los gritos de protesta de Loomer con un cántico de subasta hasta que la sacaron de la sala de audiencias. En octubre de 2018, la policía expulsó a Loomer de un evento de campaña de Andrew Gillum, el candidato demócrata a gobernador. El 4 de junio de 2021, Loomer se enfrentó nuevamente a Dorsey, esta vez en la conferencia Bitcoin 2021, alegando que había censurado a personas e interferido en las elecciones. Loomer fue excluida del evento.

### CPAC 2019
Loomer también fue excluida de la Conferencia de Acción Política Conservadora (CPAC) de marzo de 2019, después de intentar interrumpir a los periodistas y perseguirlos durante la conferencia. Loomer fue excluida de la Conferencia de Acción Política Conservadora (CPAC) de 2019, después de confrontar agresivamente a los reporteros, usando sus credenciales de prensa para seguirlos hasta una área exclusiva para los medios, después de que estos se negaron a hablar con ella. En particular, Loomer interrumpió al reportero del canal CNN Oliver Darcy, con preguntas sobre la censura en Internet y las prohibiciones en las redes sociales.

## Demandas
Después de que Loomer fuera vetada por varias compañías de redes sociales, presentó una demanda en 2018 contra Twitter, Apple, Facebook y Google. La demanda, en la que estuvo representada por el abogado activista de derecha Larry Klayman, alegaba que las plataformas habían colaborado para reprimir el discurso conservador. El caso fue desestimado tanto a nivel de la corte de distrito como de la de circuito, principalmente debido a la determinación de la corte de que las empresas de redes sociales no pueden violar la Primera Enmienda porque no son organismos gubernamentales.
El 5 de enero de 2021, Klayman solicitó a la Corte Suprema de los Estados Unidos que revisara el caso. En la petición, Klayman y Loomer afirmaron que las empresas de medios sociales estaban involucradas en una conspiración para suprimir intencionada y deliberadamente el contenido políticamente conservador, y afirmó también que: 

"El objetivo de esta conspiración que utiliza medios ilícitos para reprimir el contenido políticamente conservador, es derribar al presidente Donald Trump y a su administración, con el propósito de instalar un gobierno de izquierda en la capital de la nación y en los 50 estados."

La Corte Suprema se negó a escuchar el caso en abril de 2021.
Después de que Twitter prohibió a Loomer en 2018, ella y su empresa Illoominate Media presentaron una demanda contra el Consejo de Relaciones Estadounidenses-Islámicas (CAIR), alegando que había conspirado con Twitter para prohibirla. La demanda fue desestimada después de que un hombre conocido por hacer bromas a destacadas personalidades de la derecha alternativa admitiera que había fabricado el rumor de que el CAIR estaba detrás de la prohibición. En diciembre de 2020, Loomer perdió una apelación del caso, y la Corte de Apelaciones de los Estados Unidos para el distrito sur de Florida dictaminó que "Loomer e Illoominate Media no ofrecen nada más que una vaga especulación para indicar que el CAIR en Florida estuvo involucrado en la presunta conspiración". En agosto de 2021, un juez de primera instancia de los Estados Unidos ordenó a Loomer reembolsar más de $120.000 dólares estadounidenses en honorarios de abogados a CAIR.
En agosto de 2019, Loomer presentó una demanda fallida contra la representante estadounidense Rashida Tlaib, alegando que durante la interrupción de un evento de campaña en agosto de 2018 por parte de Loomer y otros, Tlaib "agarró violentamente" el teléfono celular de Loomer, mientras Loomer la interrogaba sobre política exterior. El periódico Star Tribune, de Mineápolis, informó que el video del incidente incluía una grabación de sonido de Loomer preguntando a Tlaib si estaba dispuesta a admitir que el grupo islamista Hamás era una organización terrorista.

## Puntos de vista
Loomer ha sido ampliamente descrita como ultraderechista, alt-right o alt-lite.El crítico cultural James Wolcott la llamó: 

"Una fanática furiosa, una persona que intenta convertirse en un agente provocador." 

Loomer ha denunciado a la extrema derecha, ha repudiado públicamente al nacionalista blanco Richard B. Spencer, y se ha negado a compartir escenario con él. Posteriormente, Loomer recibió amenazas antisemitas y acoso por parte de la extrema derecha después de esta disputa.

### Puntos de vista antiislámicos
El 1 de noviembre de 2017, el día después de un ataque terrorista en la ciudad de Nueva York, Loomer tuiteó que "llegó tarde a una conferencia porque no pudo encontrar un taxi o un conductor de Uber o Lyft". Cuando se supo que el sospechoso del ataque era un ex-conductor de Uber, pidió la creación de una nueva empresa de viajes compartidos que no empleara a ciudadanos musulmanes. En varios tuits culpó a los ciudadanos musulmanes de las actividades llevadas a cabo por grupos radicales como el ISIS. Posteriormente, tanto Uber como Lyft, anunciaron que Loomer había violado sus políticas internas, y le prohibieron usar sus servicios. En ese momento, se describió a sí misma en Twitter como una "orgullosa islamófoba", y pidió una prohibición completa y permanente de la entrada de ciudadanos musulmanes a los Estados Unidos.
En agosto de 2018, Loomer interrumpió un evento de campaña del Congreso de la representante demócrata de Minnesota Ilhan Omar, al que también asistió la congresista Rashida Tlaib. 
En dicho evento, Loomer hizo algunas preguntas que daban a entender que la señora Tlaib era antisemita. En noviembre de ese año, Twitter prohibió a Loomer en su plataforma por violar sus reglas contra el discurso de odio. Según Loomer, fue prohibida por un tuit sobre Omar, en el que Loomer la llamaba "antijudía", y miembro de una religión en la que los homosexuales son oprimidos y las mujeres son obligadas a usar el hiyab. Una semana después de la prohibición, se esposó a una puerta en la sede de Twitter en la ciudad de Nueva York, en protesta, mientras llevaba una insignia amarilla, con la palabra "judía" escrita. Después de aproximadamente dos horas, la policía le quitó las esposas con un cortador de pernos a petición suya. Loomer no fue arrestada.
En febrero de 2019, Loomer viajó a Minnesota con Jacob Wohl, un autor de derechas activo en Internet, y Ali Alexander, un activista de extrema derecha. El grupo dijo que estaban investigando si Omar se había casado con su hermano para poder obtener la ciudadanía estadounidense, un rumor infundado que había circulado en el estado de Minnesota desde 2016. Wohl, Loomer y Alexander no pudieron encontrar ninguna irregularidad en materia de inmigración por parte de Ilhan Omar. Unas semanas después, en marzo de 2019, Wohl y Loomer fueron expulsados de la conferencia CPAC 2019, cuando intentaron presentar pruebas de su viaje a Minnesota. Loomer había abordado previamente a Omar con las mismas acusaciones sin fundamento en el evento de la campaña de Omar de agosto de 2018, al que asistió Tlaib. En 2019, Loomer subió un video a Instagram sobre Omar, culpándola a ella y a todos los musulmanes de los ataques del 11 de septiembre, y afirmó que: 

"A los ciudadanos musulmanes no se les debería permitir ostentar cargos políticos en los Estados Unidos."

Right Wing Watch informó en febrero de 2019, que las donaciones solicitadas por Loomer, iban destinadas a The United West, una organización que el Centro Sobre la Pobreza Sureña (en inglés estadounidense: Southern Poverty Law Center) (SPLC), enumera como un grupo de odio antiislámico. En ese momento, la plataforma de pago PayPal prohibió a Loomer cualquier uso posterior de su servicio. El Consejo de Relaciones Islámicas Estadounidense, (CAIR) por sus siglas en inglés, una organización islámica de derechos civiles, ha descrito a The United West como un grupo islamófobo.

### Promoción de las teorías de la conspiración
Loomer ha promovido varias teorías conspirativas, principalmente relacionadas con tiroteos masivos. Loomer ha afirmado que tuvo lugar un tiroteo masivo en febrero de 2018, en la escuela secundaria Marjory Stoneman Douglas, en Parkland, Florida, y que en mayo de 2018 tuvo lugar un tiroteo masivo en una escuela secundaria en Santa Fe, Texas, y que el autor del tiroteo de Las Vegas de 2017 estaba afiliado al ISIS.
Loomer afirmó en Twitter que se utilizaron actores en un tiroteo ocurrido en una escuela de Santa Fe, lo que generó cierta preocupación sobre la amplificación de la información engañosa y las teorías de la conspiración por parte de las granjas de trolls y los bots sociales.
En julio de 2018, Loomer promovió la narrativa de que un hombre arrestado con un equipo para fabricar bombas y armas ilegales, era un "terrorista antifa de extrema izquierda". La cadena CNN informó que el hombre en cuestión parecía ser un conservador, según su perfil de Facebook.
Durante el caso de los paquetes sospechosos en Estados Unidos de octubre de 2018, Loomer intentó difundir la teoría de la conspiración de que los ataques con bombas eran una operación de bandera falsa orquestada por los demócratas.

### Nacionalismo
Loomer se ha descrito a sí misma como una nacionalista, y considera a los inmigrantes que se oponen a la asimilación cultural una amenaza a la herencia cultural estadounidense.
Cuando el diario israelí Haaretz le preguntó en 2017 sobre sus puntos de vista como judía que participaba en un evento anti-sharía, donde el grupo neonazi Identity Evropa estaba visiblemente presente, Loomer respondió: 

"Es un movimiento identitario, creen en la preservación de la cultura europea, no hay nada de malo en eso, son nacionalistas".

### COVID-19
Loomer restó importancia a la gravedad del COVID-19 y escribió en diciembre de 2020: 

"Espero contraer COVID solo para poder demostrarle a la gente que he tenido episodios de intoxicación alimentaria más graves y potencialmente mortales que el virus SARS-CoV-2"

En septiembre de 2021, dijo que se había contagiado con la enfermedad, y la estaba combatiendo con una variedad de preparaciones, incluidas algunas que resultaron ineficaces.
Loomer anunció a través de Telegram que tenía un gran dolor, y pidió que la gente orara por ella.
Incluso después de contraer la enfermedad, Loomer continuó sosteniendo que las vacunas contra el COVID-19 son "inseguras e ineficaces", y dijo que se negaría a recibir una en el futuro.